# Düssel
Il Düssel è un corso d'acqua tedesco, affluente del fiume Reno. 

## Etimologia
Il nome proviene da Thusila, una parola del tedesco arcaico che significa fragoroso. Menzionato nel 1065 come Tussale, da questo torrente proviene il nome della città di Düsseldorf (lett. Villaggio del Düssel).
Inoltre, all'incirca fino al 1950, una birra della zona portava lo stesso nome.

## Percorso
Il torrente nasce presso Wülfrath, e attraversa varie città quali Velbert-Neviges, Wuppertal, Haan-Gruiten, Mettmann, Erkrath e Düsseldorf, dove sfocia nel Reno dopo essersi diviso in quattro rami (Nördliche Dussel, Südliche Dussel, Kittelbach, Brückerbach).
Scorrendo verso ovest, il corso d'acqua attraversa la valle di Neander, dove nel 1856 furono trovati i primi fossili dell'uomo di Neanderthal.